# 櫻町公子
櫻町 公子（さくらまち きみこ、1918年10月10日 - 2005年4月14日）は、宝塚歌劇団雪組トップ娘役の元女優である。東京都芝区（現・港区）出身。本名は犬伏幸子、旧姓は千野。宝塚歌劇団時代の愛称は、ちんない（顎が無いことから。）、チフちゃん。

## 来歴・人物
1932年に東洋英和女学校（現・東洋英和女学院中学部・高等部）を2年次で中退して、宝塚歌劇団22期生として、宝塚音楽歌劇学校（現・宝塚音楽学校）に入学し、宝塚少女歌劇団（現・宝塚歌劇団）に入団する。当時は入学=入団で学校と劇団は一体であった。同期生に美吉左久子、春江ふかみ、照国佐智子、山部志賀子、櫻野里子らがいる。入団時の成績は39人中の首席。芸名は詩人・北原白秋によって命名された。宝塚歌劇団在団中から『南国太平記』などの映画作品に出演する。
1933年、『世界一周』で初舞台。
1944年、宝塚歌劇団を退団する。
その後は、女優として映画に出演する。
古巣の宝塚歌劇団が創立90周年を迎えた翌年の2005年4月14日、86歳で死去。

## 宝塚歌劇団時代の主な舞台
- 『九官鳥』（雪組）（1933年12月1日 - 12月28日、宝塚中劇場）
- 『になひ文』（月組）（1936年3月10日 - 3月25日、宝塚中劇場）
- 『くさびら草紙』（月組）（1936年6月1日 - 6月30日、宝塚大劇場）
- 『荒城の月』（月組）（1938年3月1日 - 3月31日、宝塚大劇場）
- 『花ある氷河』（月組）（1938年7月1日 - 7月31日、宝塚大劇場）
- 『伯林－羅馬』（月組）（1938年11月1日 - 11月30日、宝塚大劇場）
- 『翼のニッポン』（月組）（1939年8月26日 - 9月24日、宝塚大劇場）
- 『みち草』（雪組）（1939年9月26日 - 10月24日、宝塚大劇場）
- 『草刈王子』（雪組）（1940年1月26日 - 2月24日、宝塚大劇場）
- 『サイパン・パラオ (我が南洋)』（雪組）（1940年7月26日 - 8月25日、宝塚大劇場）
- 『耳と目と口と』『櫻』（雪組）（1941年2月26日 - 3月24日、宝塚大劇場）
- 『北京』（雪組）（1942年1月27日 - 2月24日、宝塚大劇場）
- 『新かぐや姫』（雪組）（1942年7月26日 - 8月24日、宝塚大劇場）
- 『佐藤兄弟の妻』（雪組）（1943年4月27日 - 5月24日、宝塚大劇場）

## 主な映画出演作品
- 『南国太平記』（原作/直木三十五、1937年、東宝）- 深雪
- 『雪割草』（原作/白井鐵造、1939年、宝塚映画）
- 『娘時代』（原作/大迫倫子、1940年、東宝）
- 『長谷川・ロッパの　家光と彦左』（1941年、東宝）- 白拍子　桜子
- 『闘魚』（原作/丹羽文雄、1941年、東宝）
- 『維新前夜』（原作/貴司山治、1941年、大宝映画）
- 『赤い手の娘達』（原作/竹田敏彦、1941年、東宝）

## 主なテレビ出演番組
- 『世界に眠る幻の未公開マル秘映像大発掘スペシャル!』（1998年1月3日、TBS） ※未公開映像として1939年に行われた宝塚歌劇団の海外公演である、第一回アメリカ公演の模様をとらえたモノクロ映像やカナダのバンクーバーで撮影された現存しているカラー映像などが放送された。その映像に映っていた元タカラジェンヌとして取材に応じて、撮影された当時の様子を振り返った。なお番組内での年齢表記は80歳となっている。